# Мидлтаун (тауншип, Миннесота)
Мидлтаун (англ. Middletown) — тауншип в округе Джексон, Миннесота, США. На 2000 год его население составило 243 человека.

## География
По данным Бюро переписи населения США площадь тауншипа составляет 93,8 км², из которых 92,6 км² занимает суша, а 1,2 км² — вода (1,27 %).

## Демография
По данным переписи населения 2000 года здесь находились 243 человека, 103 домохозяйства и 79 семей.  Плотность населения —  2,6 чел./км².  На территории тауншипа расположено 114 построек со средней плотностью 1,2 построек на один квадратный километр. Расовый состав населения: 100,00 % белых. Испанцы или латиноамериканцы любой расы составляли 0,41 % от популяции тауншипа.
Из 103 домохозяйств в 29,1 % воспитывались дети до 18 лет, в 67,0 % проживали супружеские пары, в 3,9 % проживали незамужние женщины и в 23,3 % домохозяйств проживали несемейные люди. 23,3 % домохозяйств состояли из одного человека, при том 6,8 % из — одиноких пожилых людей старше 65 лет. Средний размер домохозяйства — 2,36, а семьи — 2,73 человека.
20,6 % населения — младше 18 лет, 6,2 % — в возрасте от 18 до 24 лет, 30,9 % — от 25 до 44, 24,3 % — от 45 до 64, и 18,1 % — старше 65 лет. Средний возраст — 42 года. На каждые 100 женщин приходилось 135,9 мужчин.  На каждые 100 женщин старше 18 приходилось 144,3 мужчин.
Средний годовой доход домохозяйства составлял 39 219 долларов, а средний годовой доход семьи —  45 000 долларов. Средний доход мужчин —  35 417  долларов, в то время как у женщин — 23 750. Доход на душу населения составил 20 394 доллара. За чертой бедности находились 9,7 % семей и 9,8 % всего населения тауншипа, из которых 11,4 % младше 18 и 18,2% старше 65 лет.